# Вильре, Жак
Жак Вильре́ (также распространено имя Жак Вийере; фр. Jacques Villeret, настоящее имя Жаки Буфрура,   Jacky (Mohamed) Boufroura ; 6 февраля 1951, Лош — 28 января 2005, Эврё) — французский киноактёр, комик.
Известен по фильмам «Суп с капустой», «Ужин с придурком».

## Биография

### Детство
Жак Вильре родился 6 февраля 1951 году в городе Лош, Франция в семье француженки Аннет Бонен и алжирца Ахмеда Буфрура́. Когда Жаку было девять месяцев, родители развелись. Часть своего детства он прожил в Лоше у своего дяди Раймона Вильре.

### Начало карьеры
В 1961 году, после двух лет учёбы в Консерватории города Тур, он переезжает в Париж, где его учителем становится Луи Сенье, легенда французского театра и кино. Позже он окончит актёрский факультет Высшей национальной консерватории драматического искусства класса Луи Сенье.

### Признание
С 1972 года принимал активное участие в театральных постановках в Париже, Реймсе, Лионе. Вскоре режиссёр Ив Буассе (фр. Yves Boisset) пригласил его сняться в фильме «Происшествий нет / R.A.S.». Затем в 1976 году он снялся в фильме Клода Лелуша «Добрый и злые», участие в котором стало его первой большой ролью в кино и началом многолетнего сотрудничества с режиссёром.
Типаж Вильре — простецкого толстяка, любителя вина — закрепил за ним определённое жанровое амплуа, сделав его актёром второго плана.
Он стал одним из популярных французских комиков после фильма Клода Зиди «Глупый, но дисциплинированный». В фильме «Суп с капустой» Вильре снялся вместе с легендой французского кино Луи де Фюнесом.
Параллельно он продолжал играть в театре, где мог реализовать себя, уйдя от узкого амплуа.
В 1998 году фильм с участием Вильре «Ужин с придурком» имел большой успех и собрал во Франции девять миллионов зрителей.

## Личная жизнь
В 1979—1998 годах Жак Вильре был женат на актрисе и писательнице Ирине Тарассов, внучке Владимира Осиповича Фабриканта (1878-1931) — члена ЦК партии эсеров, который сопровождал А.Ф. Керенского в его поездке, когда тот навсегда покидал Россию. О совместной жизни с Вильре Ирина написала книгу «Un jour, tout ira bien».
Последние годы его спутницей была Сени, вдова, француженка африканского происхождения.

## Последние годы
Неудачи в личной жизни привели Вильре к депрессии, он стал пить. Последние годы серьёзно болел диабетом. Умер 28 января 2005 года от внутреннего кровотечения в центральной больнице города Эврё. Похоронен на кладбище Perrusson возле города Лош, рядом с могилой бабушки.

## Фильмография
- 1972 — Происшествий нет / R.A.S. ; реж. Ив Буассе
- 1973 — Любовь дождя / Un amour de pluie; реж. Жан-Клод Бриали
- 1974 — Открытая пасть / La gueule ouverte; реж. Морис Пиала
- 1974 — Вся жизнь / Toute une vie; реж. Клод Лелуш
- 1975 — Серьёзный, как удовольствие / Sérieux comme le plaisir
- 1975 — Дюпон Лажуа / Dupont Lajoie; реж. Ив Буассе
- 1976 — Добрый и злые / Хороший и злые / Le Bon et les Méchants; реж. Клод Лелуш
- 1976 — Второй шанс / Если бы пришлось начать сначала / Si c'était à refaire; реж. Клод Лелуш
- 1976 — Спасшиеся с острова Черепахи / Les Naufragés de l'île de la Tortue; реж. Жак Розье
- 1977 — Ещё один мужчина, ещё один шанс / Un autre homme, une autre chance; реж. Клод Лелуш
- 1978 — Робер и Робер / Robert et Robert; реж. Клод Лелуш
- 1978 — Моя первая любовь / Mon premier amour; реж. Э. Чураки
- 1978 — Мольер, или Жизнь достойного человека / Molière ou la vie d’un honnête homme; реж. Ариана Мнушкин
- 1978 — Шапка / Le passe-montagne; реж. Жан-Франсуа Стевенен
- 1979 — Откровенность за откровенность / Confidences pour confidences; реж. Паскаль Тома
- 1979 — Но где же автобус? / Mais où est donc Ornicar ? ; реж. Бертран Ван Эффентерр
- 1979 — За нас двоих / À nous deux; реж. Клод Лелуш
- 1979 — Глупый, но дисциплинированный / Bête mais discipliné; реж. Клод Зиди
- 1979 — Ставки сделаны / Rien ne va plus; реж. Жан-Мишель Риб
- 1981 — Мальвиль / Malevil; реж. Кристиан де Шалонж
- 1981 — Одни и другие / Болеро / Les uns et les autres (Bolero); реж. Клод Лелуш
- 1981 — Суп с капустой / La Soupe Aux Choux; реж. Жан Жиро
- 1982 — Старший брат / Le Grand Frère; реж. Франсис Жиро
- 1983 — Дантон / Danton; реж. Анджей Вайда
- 1983 — Взлом / Effraction; реж. Даниэль Дюваль
- 1983 — Эдит и Марсель /Édith et Marcel; реж. Клод Лелуш
- 1983 — Проходите, здесь нечего смотреть / Проезжайте мимо / Circulez y’a rien à voir; реж. Патрис Леконт
- 1983 — Имя: Кармен / Prénom Carmen; реж. Жан-Люк Годар
- 1983 — Папаша сопротивляется / Papy fait de la résistance; реж. Жан-Мари Пуаре
- 1983 — Официант / Garçon !; реж. реж. Клод Соте
- 1984 — Авантюристы / Бандиты / Les Morfalous; реж. Анри Верней
- 1985 — Странная суббота / Drôle de samedi; реж. Бай Окан
- 1985 — Ограбление / Hold-up; реж. Александр Аркади
- 1985 — Диалог глухих / Dialogue de sourds (короткометражный)
- 1986 — Рождественский пирог / La Galette du roi; реж. Жан-Мишель Риб
- 1986 — Безумные годы твиста / Les Folles Années du twist; реж. Махмуд Земмури
- 1986 — Black Mic-Mac; реж. Тома Жилу
- 1986 — Братья Петард / Les Frères Pétard; реж. Эрве Палуа
- 1987 — Последнее лето в Танжере / Dernier été à Tanger; реж. Александр Аркади
- 1987 — Конец лета / L'été en pente douce; реж. Жерар Кравчик
- 1987 — Держитесь справа / Береги правую / Следи за правой / Soigne ta droite; реж. Жан-Люк Годар
- 1988 — Маленькая подружка / Подружка / La petite amie; реж. Люк Беро
- 1988 — Манжклу / Гвоздеед / Mangeclous; реж. Моше Мизрахи
- 1990 — Три года / Trois années; реж. Фабрис Казнев
- 1991 — Профессиональные тайны доктора Апфельглукк / Les secrets professionnels du Dr Apfelgluck
- 1991 — Дитя Меконга / Le Fils du Mékong; реж. Летерье, Франсуа
- 1991 — Услуга, часы и очень большая рыба / La Montre, la croix et la bannière / The favour, the watch and the very big fish; реж. Бен Левин
- 1991 — Бал недотёп / Парад идиотов / Le Bal des casse-pieds; реж. Ив Робер
- 1991 — Майрик / Mayrig; реж. Анри Верней
- 1992 — Ударник Болеро / Le Batteur du bolero; реж. Патрис Леконт
- 1992 — Улица Паради, дом 588 / 588, rue Paradis; реж. Анри Верней
- 1994 — Паранойя / Parano; реж. Ян Пике
- 1996 — Золотой мальчик / Golden Boy; реж. Жан-Пьер Вернь
- 1998 — Ужин с придурком / Le Dîner de cons; реж. Франсис Вебер
- 1998 — Прогулка с придурками / Муки / Mookie; реж. реж. Эрве Палуа
- 1999 — Дети природы / Les Enfants du marais; реж. Жан Беккер
- 2000 — Актёры / Les Acteurs; реж. Бертран Блие
- 2001 — Преступление в раю / Un crime au paradis; реж. Жан Беккер
- 2001 — Билет в один конец / Un aller simple; реж. Лоран Эйнеманн
- 2003 — Странные сады | Effroyables jardins; реж. Жан Беккер
- 2003 — Проныра / Le Furet; реж. Жан-Пьер Моки
- 2004 — Принцесса Малабара / Malabar Princess; реж. Жиль Легран
- 2004 — Гадюка в руке / Vipère au poing; реж. Филипп Де Брока
- 2004 — Изногуд, или Калиф на час / Iznogoud; реж. Патрик Брауде
- 2005 — Плюшевый синдром / Антидот / L' Antidote; реж. Венсан де Брю
- 2005 — Серые души / Les Âmes grises; реж. Ив Анжело
- 2005 — Крестные отцы / Les Parrains; реж. Фредерик Форестье

## Награды
- 1979 — Премия «Сезар» за роль второго плана в фильме «Робер и Робер»
- 1984 — Номинация на «Сезар» за роль в фильме «Официант»
- 1999 — Премия «Сезар» за лучшую мужскую роль в фильме «Ужин с придурком»
- 1999 — «Премия Люмьер» за лучшего актёра в фильме «Ужин с придурком»
- Кавалер Ордена Почётного легиона